# T-Sport
T-Sport – brytyjski zespół wyścigowy, założony w 2002 roku. Obecnie ekipa startuje w Europejskiej Formule 3 oraz w Brytyjskiej Formule 3. W przeszłości zespół pojawiał się także na starcie w Formule 3 Euro Series. Siedziba zespołu znajduje się w Brackley.

## Starty

### Europejska Formuła 3
W Mistrzostwach Europy Formuły ekipa startuje we współpracy z japońskim zespołem ThreeBond Racing jako ThreeBond with T-Sport w 2012 roku z fińską, a od 2013 z brytyjską licencją.
| Rok  | Bolid               | Kierowcy               | Wyścigi | Wygrane | PP | NO | Pkt | M.K. | M.Z. |
| ---- | ------------------- | ---------------------- | ------- | ------- | -- | -- | --- | ---- | ---- |
| 2012 | Dallara-Mugen-Honda | Nick McBride           | 6       | 0       | 0  | 0  | 0   | NS†  |      |
| 2012 | Dallara-Mugen-Honda | Alexander Sims         | 2       | 0       | 0  | 1  | 0   | NS†  |      |
| 2012 | Dallara-Nissan      | Richard Goddard        | 8       | 0       | 0  | 0  | 0   | NS†  |      |
| 2012 | Dallara-Nissan      | Pedro Pablo Calbimonte | 2       | 0       | 0  | 0  | 0   | NS†  |      |
| 2013 | Dallara-Nissan      | William Buller         | 10      | 0       | 0  | 0  | 39  | 16   | 6    |
| 2013 | Dallara-Nissan      | Alexander Sims         | 12      | 0       | 0  | 1  | 112 | 10   | 6    |
| 2013 | Dallara-Nissan      | Kevin Korjus           | 3       | 0       | 0  | 0  | 0   | 30   | 6    |
| 2013 | Dallara-Nissan      | Richard Goddard        | 30      | 0       | 0  | 0  | 0   | 31   | 6    |
| 2014 | Dallara-NBE         | Richard Goddard        | 30      | 0       | 0  | 0  | 3   | 23   | 10   |
| 2014 | Dallara-NBE         | Alexander Toril        | 30      | 0       | 0  | 0  | 1   | 25   | 10   |
| 2014 | Dallara-NBE         | Nick Cassidy           | 6       | 0       | 0  | 0  | 0   | NS†  | 10   |

† – zawodnik nie był zaliczany do klasyfikacji.

### Formuła 3 Euro Series
W Formule 3 Euro Series ekipa startowała we współpracy z japońskim zespołem ThreeBond Racing jako ThreeBond with T-Sport z fińską licencją.
| Rok  | Bolid               | Kierowcy        | Wyścigi | Wygrane | PP | NO | Pkt | M.K. | M.Z. |
| ---- | ------------------- | --------------- | ------- | ------- | -- | -- | --- | ---- | ---- |
| 2012 | Dallara-Nissan      | Nick McBride    | 3       | 0       | 0  | 0  | 0   | NS†  | NS†  |
| 2012 | Dallara-Nissan      | Alexander Sims  | 3       | 1       | 0  | 2  | 0   | NS†  | NS†  |
| 2012 | Dallara-Mugen-Honda | Richard Goddard | 6       | 0       | 0  | 0  | 0   | NS†  | NS†  |

† – zawodnik/zespół nie był liczony do klasyfikacji.